# Tereza Batista Cansada de Guerra
Tereza Batista Cansada de Guerra é o vigésimo primeiro livro, um romance, escrito por Jorge Amado e publicado em 1972. O livro conta a história de uma jovem obrigada a se prostituir. Já foi traduzido para alemão, árabe, coreano, eslovaco, esloveno, espanhol, francês, grego, hebraico, holandês, inglês, italiano, norueguês, polonês, turco e vietnamita.

## Sinopse
Órfã de pai e mãe, Tereza é criada por sua tia Filipa, que a vende para o Capitão Justiniano Duarte da Rosa, dito Capitão Justo, que tinha predileção por adolescentes virgens. O capitão a estupra e a trata com crueldade, fazendo-a escrava sexual.
Tereza apaixona-se por Daniel, um jovem estudante, e tornam-se amantes. Quando o capitão os surpreende, dá uma sova ao rapaz e quando se prepara para o humilhar sexualmente, Tereza, enfurecida, dá-lhe uma facada nas costas, matando-o. Na prisão, Tereza é atendida pelo advogado Lulu dos Santos, por ordem do dr. Emiliano. Resgatada por ele, Tereza passa por um breve período de felicidade no Sergipe, até que o doutor morre, deixando-a sem guarida. A partir daí ela passa a se prostituir e conhece um pescador com quem vive um lindo e breve romance. Ela vai para Salvador da Bahia e passa a cantar num cabaré. Conhece outro homem e decide se casar com ele, mas o seu grande amor, o pescador, retorna.
A novela mostrou as religiões afro-brasileiras, mais precisamente a umbanda e os terreiros que Tereza frequentava. Tereza é filha de Iansã com Omolu, sendo uma moça alegre, extrovertida, brigona e namoradeira como filha de Iansã, e séria, calada, responsável e misteriosa como filha de Omolu.

## Estrutura
O livro está dividido em cinco partes inter-relacionadas, mas que não seguem uma ordem cronológica:
- Parte 1 - Estreia de Tereza Batista num cabaré de Aracaju
- Parte 2 intitulada "A Menina que sangrou o capitão com a faca de cortar carne seca"
- Parte 3 intitulada "ABC da Peleja entre Tereza Batista e a Bexiga Negra"
- Parte 4 intitulada "A noite em que Tereza Batista dormiu com a Morte"
- Parte 5 intitulada "A festa do casamento de Tereza Batista"

## Homenagens
Dorival Caymmi compôs uma canção para Tereza Batista, assim como a rapper mineira Nabru em sua música "Tereza Batista cansada de guerra".
O pintor Carybé ilustrou a obra, tornando-a essencialmente um produto do talento brasileiro.